# Papillion
Papillion  ist eine Stadt und Verwaltungssitz des Sarpy County am Ostrand des US-Bundesstaates Nebraska.

## Geographie
Papillion liegt im äußersten Osten Nebraskas und grenzt direkt an den Bundesstaat Iowa. Die Großstadt Omaha schließt sich im Norden unmittelbar an. Der U.S. Highway 75 verläuft im Osten der Stadt, der Interstate 80 befindet sich in einer Entfernung von fünf Kilometern im Westen.

## Geschichte
Der Name des Ortes Papillion, der 1870 gegründet wurde, geht auf französische Siedler zurück, da er am Papillion River liegt, an dessen Ufern viele Schmetterlinge (französisch papillons) zu finden waren. Insbesondere wurden dort große Schwärme der Monarchfalter gesehen.
Heute ist Papillion eine aufstrebende Geschäftsstadt mit attraktiven Wohngegenden.

### Demografische Daten
Im Jahre 2007 wurde eine Einwohnerzahl von 19.431 ermittelt. Das Durchschnittsalter betrug rund 34 Jahre.

## Söhne und Töchter der Stadt
- Abbie Cobb (* 1985), Schauspielerin und Autorin
- Amber Rolfzen (* 1994), Volleyballspielerin
- Kadie Rolfzen (* 1994), Volleyballspielerin